# Turó d'en Marranet
El Turó d'en Marranet  és una muntanya de 589 metres que es troba al municipi de Piera, a la comarca de l'Anoia.